# Jupânești (okręg Ardżesz)
Jupânești – wieś w Rumunii, w okręgu Ardżesz, w gminie Coșești. W 2011 roku liczyła 1123 mieszkańców.